# Ян Домбський
Ян Домбський (пол. Jan Dąbski; 10 квітня 1880, село Кукезів (нині — Львівська область) — 5 червня 1931, Варшава) — польський політик, дипломат, громадський діяч, журналіст, голова польської делегації на переговорах про перемир'я у польсько-радянській війні у Мінську та Ризі (1920—1921), підписант польсько-радянського мирного договору (18 березня 1921), в.о. Міністра закордонних справ (з 24 травня 1921 по 11 червня 1921).

## Біографія
Народився 10 квітня 1880 року у селі Кукезів, батьки — Томаш Домбський і Анна Білевич. Закінчив гімназію у Львові. Вищу освіту здобув на хімічному факультеті Львівського університету.

### Політична діяльність
Долучився до створення польського народного руху в Галичині, приєднавшись до Польської селянської партії Галичини. У 1907—1909 роках був парламентським кореспондентом газети «Kurier Lwowski» у Відні (співредактор у 1908—1913). З 1908 року також редагував часопис «Gazeta Ludowa». Разом з Болеславом Вислоухем розколов польський селянський рух, створивши у 1912 році партію «Польська селянська партія — Об'єднання незалежних народників» (він був секретарем партії), яка в 1914 році стала частиною Польської народної партії «Пяст». Під час першої світової війни брав активну участь у Вищому національному комітеті і служив у 4-му піхотному полку легіонів. У 1914 році як представник селян він був членом західної секції Верховного національного комітету. У 1917—1918 роках організував ефемерну партію під назвою «Народний союз», але незабаром він повернувся до ПНП «Пяст». У 1919—1931 роках був членом Сейму Республіки Польща (1-го, 2-го та 3-го скликань), був співавтором акта про земельну реформу. Член сільськогосподарського комітету Законодавчого сейму (1919—1922).

### Дипломатична діяльність
З березня 1920 року — як заступник міністра закордонних справ головував у польській делегації на переговорах у Мінську та Ризі щодо припинення вогню у польсько-радянській війні та мирного договору з Радянською Росією. Він таємно домовлявся про умови перемир'я та миру з Адольфом Йоффе, був одним із підписантів Ризького миру 18 березня 1921 року. З 24 травня по 11 червня 1921 року тимчасово виконував обов'язки Міністра закордонних справ, згодомм залишив дипломатію. У 1923 році він заснував партію «Народне єднання», а після об'єднання з ПНП «Визволення» став президентом парламентського клубу. У 1926 році він співзасновник Селянської партії, головою якої він був обраний. У 1928—1931 роках — віцемаршалек Сейму.
29 серпня 1930 року, незабаром після перенесеної операції на шлунку, був жорстоко побитий невідомими у військовій формі.
Помер 5 червня 1931 року у Варшаві. Яна Домбського поховали 7 червня 1931 року на Повонзківському цвинтарі у Варшаві.

## Нагороди
- Великий Хрест ордену Відродження Польщі (13 липня 1921)[9].
- Хрест Незалежності (5 серпня 1937, посмертно)[10];
- Командор ордена Почесного легіон (Франція)[11];
- Командор ордена Корони Італії (1921, Італія)[12];
- австрійські, фінські та румунські відзнаки[11].